# Gelasma magnipuncta
Gelasma magnipuncta är en fjärilsart som beskrevs av Louis Beethoven Prout 1916. Gelasma magnipuncta ingår i släktet Gelasma och familjen mätare. Inga underarter finns listade i Catalogue of Life.